# Ellen Woglom
Ellen Davis Woglom (* 18. April 1987 in Nashville, Tennessee) ist eine US-amerikanische Schauspielerin.

## Leben und Karriere
Ellen Woglom wurde in der Stadt Nashville, im US-Bundesstaat Tennessee, geboren. Sie wuchs mit einem leiblichen Bruder und drei Stiefgeschwistern an verschiedenen Orten in den Staaten auf, darunter Vermont, Colorado, New Hampshire und Massachusetts. Während ihrer Zeit in Colorado besuchte sie das Perry Mansfield Performing Arts Camp in Steamboat Springs.
Nachdem sie sich in Los Angeles niederließ, übernahm sie im Jahr 2005 erste Schauspielrollen vor der Kamera, zunächst etwa in CSI: NY, Criminal Minds, O.C., California, Cold Case – Kein Opfer ist je vergessen oder Ghost Whisperer – Stimmen aus dem Jenseits. 2006 war sie als Jessica Dawson in dem Disney Channel Original Movie Wendy Wu – Die Highschool-Kriegerin zu sehen. 2007 folgte als Becky eine kleine Rolle im Film 7eventy 5ive. 2009 war sie als April in dem Independent-Film Amok – Columbine School Massacre zu sehen, der auf den Ereignissen des Amoklauf an der Columbine High School basierte. Zudem übernahm sie als Chelsea Koons eine Nebenrolle in der Serie Californication. 2010 folgten Nebenrolle in L.A. Crash und Outlaw.
Seitdem folgten vor allem Gastrolle in US-Serien, darunter The Defenders, Suburgatory, Scandal, The Glades, Chicago Fire, Chicago P.D., Castle oder Doubt, bevor sie 2017 als Louise in einer der Hauptrollen in der kurzlebigen Marvel-Serie Marvel’s Inhumans zu sehen war.
Privat ist sie mit dem britischen Schauspieler Oliver Jackson-Cohen liiert.

## Filmografie (Auswahl)
- 2005: CSI: NY (Fernsehserie, Episode 2x03)
- 2005: Criminal Minds (Fernsehserie, Episode 1x10)
- 2006: Wendy Wu – Die Highschool-Kriegerin (Wendy Wu: Homecoming Warrior)
- 2007: O.C., California (The O.C., Fernsehserie, Episode 4x10)
- 2007: Cold Case – Kein Opfer ist je vergessen (Cold Case, Fernsehserie, Episode 4x24)
- 2007: 7eventy 5ive (Dead Tone)
- 2007: Viva Laughlin (Fernsehserie, 2 Episoden)
- 2008: Ghost Whisperer – Stimmen aus dem Jenseits (Ghost Whisperer, Fernsehserie, Episode 4x08)
- 2009: Amok – Columbine School Massacre (April Showers)
- 2009: Californication (Fernsehserie, 8 Episoden)
- 2009: L.A. Crash (Fernsehserie, 4 Episoden)
- 2009 Law & Order: Special Victims Unit (Fernsehserie, Episode 10x11)
- 2010: Outlaw (Fernsehserie, 8 Episoden)
- 2011: The Defenders (Fernsehserie, Episode 1x12)
- 2011: Mr. Sunshine (Fernsehserie, Episode 1x13)
- 2011: Suburgatory (Fernsehserie, Episode 1x09)
- 2012: Breakout Kings (Fernsehserie, Episode 2x07)
- 2012: Scandal (Fernsehserie, Episode 1x03)
- 2012: Hated
- 2013: The Glades (Fernsehserie, Episode 4x11)
- 2014: Just Like Starting Over
- 2014: Sullivan & Son (Fernsehserie, 2 Episoden)
- 2014: Selfie (Fernsehserie, Episode 1x02)
- 2015: Chicago Fire (Fernsehserie, Episode 3x13)
- 2015: Chicago P.D. (Fernsehserie, Episode 2x13)
- 2016: Castle (Fernsehserie, Episode 8x15)
- 2017: Doubt (Fernsehserie, Episode 1x12)
- 2017: Marvel’s Inhumans (Fernsehserie, 8 Episoden)
- 2020: Marry F*ck Kill (Kurzfilm)
- 2020: Love at Sunset Terrace (Fernsehfilm)